# Pierre Montan Berton
Pierre Montan Berton (Maubert-Fontaine, 7 gennaio 1727 – Parigi, 4 maggio 1780) è stato un compositore francese, padre di Henri-Montan Berton.

## Biografia
Dopo aver studiato organo e composizione a Senlis, divenne direttore del Grand Théâtre de Bordeaux. Nel 1755 venne nominato sovrintendente della musica del Re e direttore d'orchestra dell'Opéra national de Paris. Divenne condirettore dell'Opéra con Jean-Claude Trial dal 1767 al 1769, amministratore unico di 1775 al 1777 e infine, da marzo a maggio 1780, direttore generale.
Sotto la sua amministrazione ci fu una vera e propria rivoluzione musicale, dovuta ai capolavori di Christoph Willibald Gluck e Niccolò Piccinni. Egli stesso contribuì con diverse opere, tra cui Erosine (1764), e il divertissement Cythère assiégée (1775).
La sua Nouvelle Chaconne, in mi minore (1762), talvolta nota come Chaconne de Lebreton, era famosa nel XVIII secolo.

## Opere
- Sylvie, pastorale eroica in tre atti, con Pierre de La Garde e Jean-Claude Trial, libretto di Pierre Laujon, 1749
- Deucalion et Pyrrha, balletto in un anno, con François-Joseph Giraud, libretto di Pierre de Morand e Poullain de Saint-Foix, 1755
- Érosine, pastorale eroica in un atto, libretto di Moncrif, 1765
- Théonis, ou le Toucher, pastorale eroica in un atto, con Louis Granier e Jean-Claude Trial, libretto di Poinsinet, 1767
- Linus, tragedia lirica in cinque atti, con Antoine Dauvergne e Jean-Claude Trial, libretto di Charles-Antoine Leclerc de La Bruère, 1769